# 下関警察署海峡交番

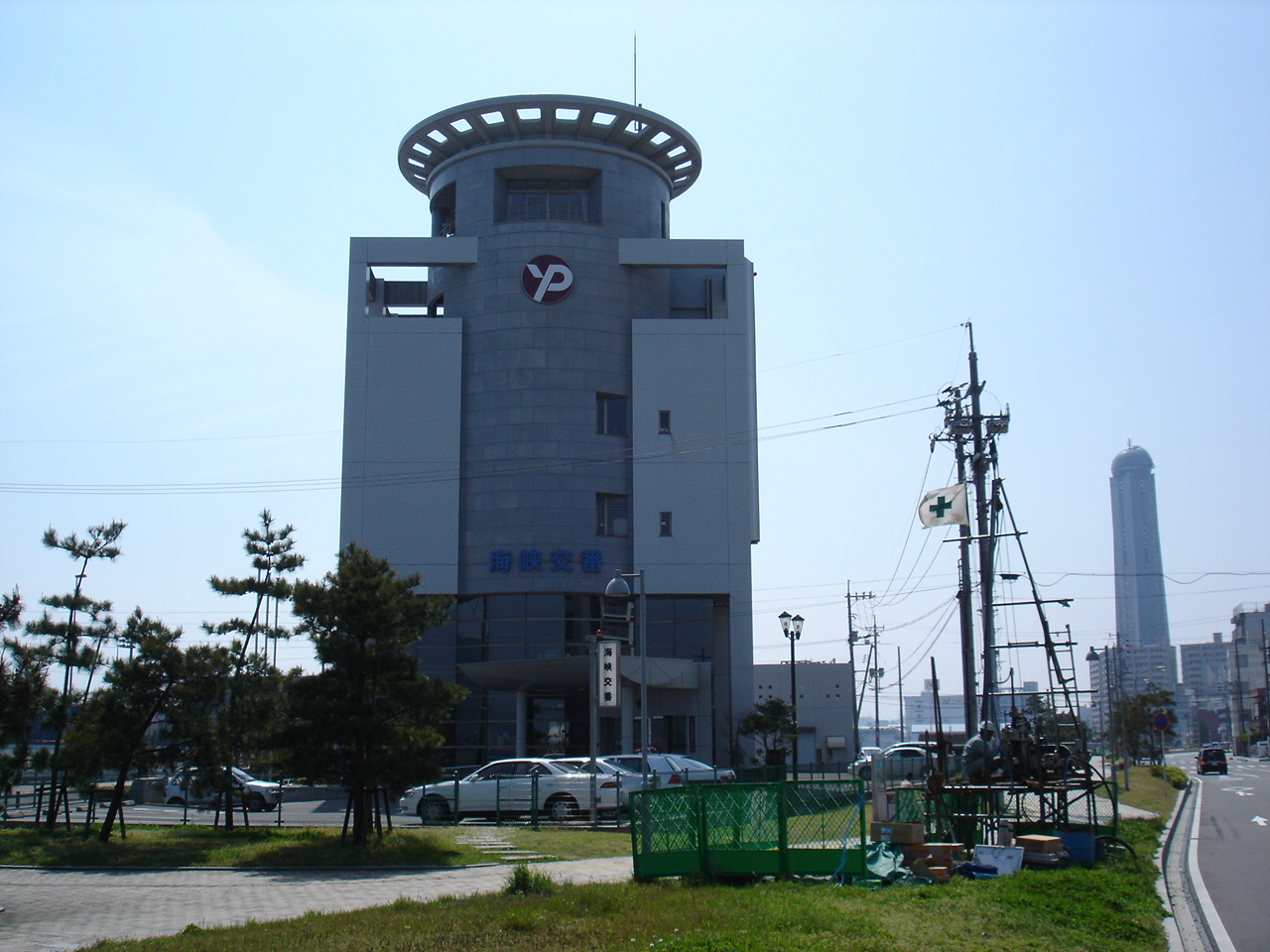
海峡交番

下関警察署海峡交番（しものせきけいさつしょかいきょうこうばん）は、山口県下関市観音崎町にある山口県下関警察署管内の交番。
元は山口県沿岸全域を管轄する独立した山口県下関水上警察署であったが、山口県警の再編計画に伴い統合となった。
隣接する岸壁桟橋には、山口県警察における警察用船舶の管理及び運用に関する訓令（平成29年2月27日本部訓令第13号）に基づき、山口県警の小型警備艇「はやせ」が常駐している。

## 所在地
- 山口県下関市観音崎町15番1号

## 管轄区域
- 山口県下関市のうち
  - みもすそ川町
  - 壇之浦町
  - 本町一丁目 - 四丁目
  - 阿弥陀寺町
  - 中之町
  - 唐戸町
  - 赤間町
  - 宮田町一丁目・二丁目
  - 幸町
  - 貴船町一丁目・二丁目
  - 上田中町一丁目 - 八丁目
  - 名池町
  - 田中町
  - 南部町
  - 観音崎町
  - 岬之町
  - 入江町
  - 丸山町一丁目・二丁目
  - あるかぽーと

## 沿革
- 1885年（明治18年）8月11日 赤間関警察署南部町巡査派出所（現・下関警察署唐戸交番）が水上警察の事務を兼掌。
- その後、水上警察派出所を経て、赤間関警察署赤間関水上分署に昇格。
- 1896年（明治29年）4月1日 赤間関水上警察署に改称。
- 1902年（明治35年）6月1日 赤間関市が下関市（当時）に改称したため、下関水上警察署に改称。
- 2006年（平成18年）4月1日 山口県警の再編整備計画に伴い、下関水上署を下関署に統合。庁舎は下関署の分庁舎となり、庁舎内に下関警察署海峡交番を設置。